# Gloria María Recio Herrera
Gloria María Recio Herrera Dra. Profª. ( n. 1942) es una micóloga cubana. En 1971, obtuvo su licenciatura en Ciencias Biológicas, en la Universidad de La Habana; en 1989 su doctorado con la defensa de la tesis "El género Xylaria en Cuba. Aspectos de su taxonomía y biología". Ha realizado expediciones botánicas por la isla.
Desde 1972, desarrolla actividades académicas en el Jardín Botánico Nacional de Cuba, en La Habana. Realiza estudios taxonómicos en ecología y taxonomía de Ascomycetes de Cuba; es curadora-custodia del cepario micológico del Jardín Botánico Nacional, de 1975 a 1991.

## Algunas publicaciones
- Libro de Texto “Sistemática de Hongos”, 1976

- Libro de Texto “Introducción al estudio de las Plantas inferiores”. Univ. Habana, 1980

- “Botánica”, ed. Ministerio de Educación, 1982

- “Sistemática Vegetal I. Algas y Hongos”. Univ. Habana, 1983

- “Contribución al estudio de la familia Xylariaceae en Cuba. I”. Rev. Jard. Bot. Nac. 2, 1981

- “Contribución al estudio de la familia Xylariaceae en Cuba II. Phylacia sagraeana (Mont.) Mont.” Rev. Jard. Bot. Nac. 3(1), 1982

- “Cuaderno Práctico de Sistemática Vegetal I”. Univ. Habana, 1983

- “Algas y hongos”. Vol. 1 de Sistemática vegetal. Con Susana Maldonado Gonzáles, Miguel Rodríguez Hernández. Ed. Universidad, Facultad de Biología, 361 pp. 1984

- “Contribución al estudio de la familia Xylariaceae en Cuba III: Xylaria grammica Mont.) Fr.” Rev. Jard. Bot. Nac. 9(2), 1988

- “Contribución al estudio de la familia Xylariaceae en Cuba IV. Valor taxonómico de la longitud de las esporas en Xylaria allantoidea (Berk.) Fr.” Rev. Jard. Bot. Nac. 9(3), 1988

- “El género Xylaria en Cuba: aspectos de su taxonomía y biología”. 202 pp.

- “Contribución al estudio de la familia Xylariaceae en Cuba V. Algunas consideraciones sobre el complejo Xylaria polymorpha”. Rev. Jard. Bot. Nac. 10(1), 1989

- “Contribución al estudio de la familia Xylariaceae en Cuba VI. Xylaria ricki Theiss. y Xylaria tenuispora (Dennis) Hawksworth, dos nuevos reportes para Cuba”. Rev. Jard. Bot. Nac. 10(2), 1989

- “Características de algunas especies de Xylaria en cultivos puros”. Rev. Jard. Bot. Nac. 11(1), 1990

- “El género Kretzschmaria Fr. en Cuba”. Rev. Jard. Bot. Nac. 13, 1991

- “Dos nuevas especies del género Xylaria: X. bissei y X. salonensis”. Rev. Jard. Bot. Nac. 13, 1992

- “El género Poronia en Cuba”. Rev. Jard. Bot. Nac. 21(1), 2000

- Primer reporte de Representantes de Ascomycota de “El Naranjal” Reserva Ecológica de las Alturas de Banao, Cuba. Rev. Jard. Bot. Nac. 21(2), 2000

- “Camarops polysperma (Boliniaceae): un nuevo e interesante registro para Cuba”. Rev. Jard. Bot. Nac. 22 (1): 151-152, 2000

## Honores

### Distinciones[1]
- Medalla “Rafael María de Mendive”, 22 de diciembre de 1995
- Sello “270 Aniversario de la Universidad de la Habana”, 5 de enero de 1998
- Sello “XXX Aniversario del Jardín Botánico Nacional” diciembre de 1999

Miembro de
- Sociedad de Ciencias Biológicas, 1971-1988
- Sociedad Cubana de Botánica, desde 1989
- Sociedad Latinoamericana de Botánica, desde 1990
- Asociación Latinoamericana de Micología, desde 1990; representante en Cuba hasta 1996

- La abreviatura «Recio» se emplea para indicar a Gloria María Recio Herrera como autoridad en la descripción y clasificación científica de los vegetales.[4]